# ロシアンルーレット

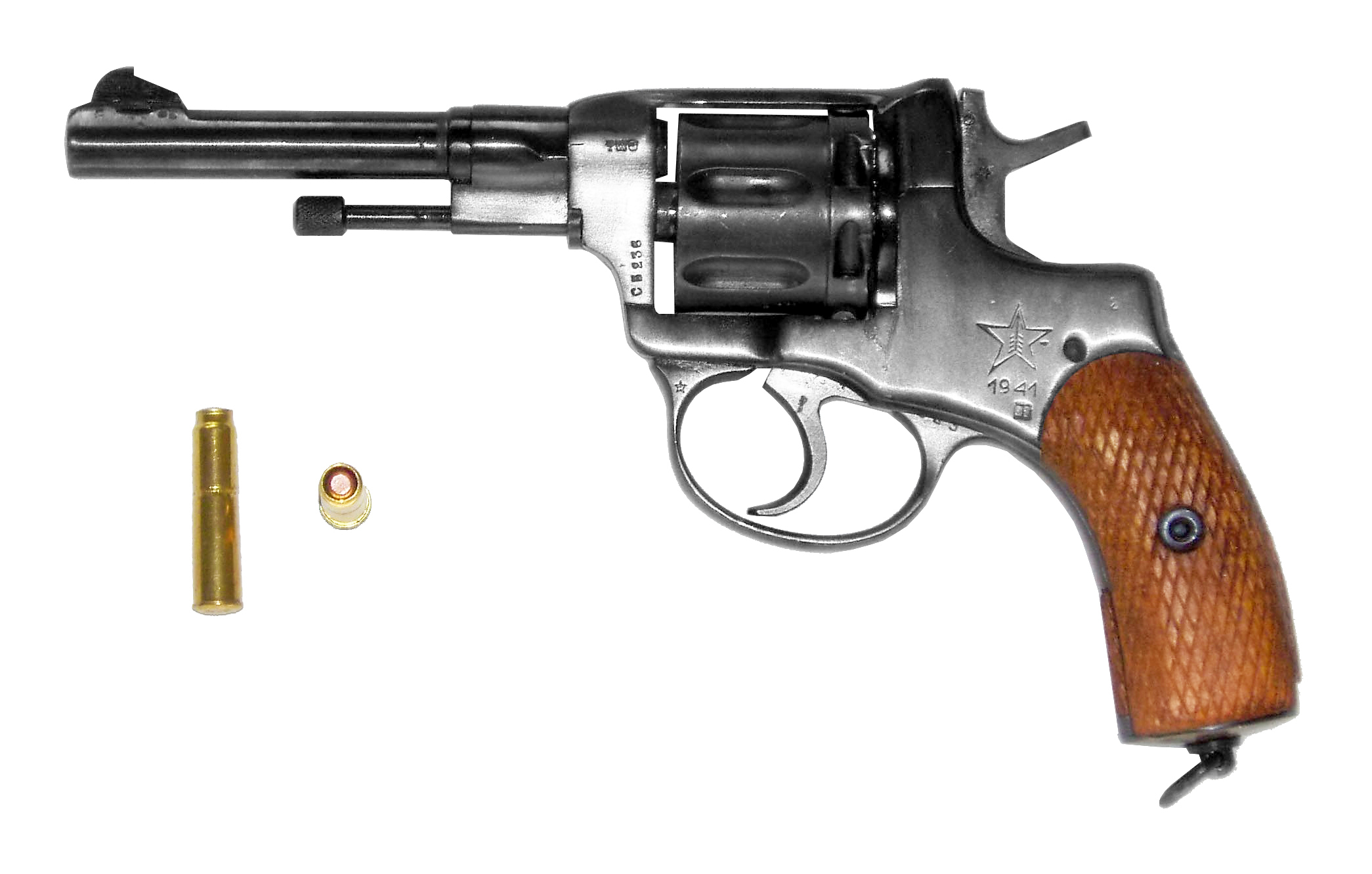
ナガン・リボルバー。このゲームが考案されたとされる時代のロシアで広く使用されていた

ロシアンルーレット（英語: Russian roulette, ロシア語: русская рулетка）は、回転式拳銃（リボルバー）に1発だけ実弾（弾薬）を装填し、適当にシリンダーを回転させてから自分の頭（特にこめかみ）に向け引き金を引くゲーム。ロシア式ルーレットとも表記される場合もある。

## 歴史
名前の通りロシアが発祥の地とされ、「帝政ロシア軍で将校らの"比較的安全な戯れ"として行われていた」、「警察が容疑者に圧力をかける方法として誕生した」、「囚人が看守に強要されたゲーム」などの説があるが、確証は無い。
よく知られる説では、スイス出身のアメリカの冒険小説作家ジョルジュ・サーデズによる創作だと言われている。1937年、サーデズは『コリアーズ・マガジン』にて、『ロシアン・ルーレット』と題した短編小説を発表した。『ロシアン・ルーレット』はフランス兵の目線から書かれており、1917年のロシア革命で失うものがなくなったロシア人将校らが、あらゆるところでこのゲームをしていたのを見たと述べられる。また、作中のロシア将校らが行ったゲームは、現在広く知られるルールとは逆に、シリンダーから1発だけ弾を抜いた状態で行われた。これよりも前にロシアの作家が発表した作品の中には、このゲームへの言及は見られない。また、革命当時に使われていたナガンM1895が7連発の回転式拳銃である一方、『ロシアン・ルーレット』の作中では6連発の銃を使ったとされた点も、サーデズによる創作の可能性を示唆している。
ロシアンルーレットを髣髴とさせる古い記述として、ミハイル・レールモントフの『現代の英雄』（1840年）の最終章である「運命論者」に、ロシア軍のセルビア人中尉が拳銃の銃口を自分の額に当てて引き金を引くという賭けを行う場面が登場する。しかし作中では賭けに特別な名称は示されず、またその賭け自体もそれを行ったセルビア人中尉が即興で思い付いたものとして描写されている。使用されるのもリボルバーではなく単発銃で、弾が装填されているか否かが問題とされた。
現代では危険性の高い度胸試しや、安全性が不明確な行為の比喩としても使われる。特にロシア製品の安全性を不安視や批判する文脈で使われることが多い。

## ルールと確率
典型的なロシアン・ルーレットは、6連発の回転式拳銃を用いて実施され、弾が出る確率は1/6（16.7%）である。
2者以上で弾が出るまで続ける（死者＝敗者が出るまで行う）場合、弾が出なければ次の者が挑戦する。2者であれば交互に、3者以上であれば順番に回して、これを繰り返していくことで6つの薬室が順番に試され、6回目までには挑戦者のいずれかに対して弾が発射される。
弾が発射されればそこでゲーム終了なので、2発目で弾が出る確率は5/6（1発目が空である） × 1/5（残りの薬室5つの内１つが実包） ＝ 1/6、同じく3発目の確率も5/6 × 4/5 × 1/4 = 1/6である。4,5,6発目以降も同様に1/6であり、確率に差はない。よって、2者（または薬室の数を割り切れる人数）で行う限り、順番による有利不利は存在しない。
一方、「1発撃つごとに毎回シリンダーを適当に回転させる」という追加ルールが存在する場合があり、その場合、すでに試された薬室も含め常に6つの薬室全てに試行先として選ばれる可能性が存在するため、その回に「弾の込められた薬室が選ばれる確率」は常に1/6である。よって、1回目で弾が出る確率が1/6（16.7%）なのに対して、2発目で弾が出る確率は5/6（1発目が空である） × 1/6（常に6つの薬室全てが選ばれ得る） =  5/36（13.9%）となる。「n回目で弾が出る確率」はnが大きいほど低くなり、このルールの場合、先に挑戦する側ほど不利である。

## 実際の事件
ロシアンルーレットは非常に危険なゲームだが、実行に移そうとする人々は後をたたない。
Stack (2008) によると、2008年のアメリカでは、ロシアンルーレットによる死亡事故が少なくとも15件あった。また、頭部への銃撃による自殺者を対象群とした人種・年齢等の構成の比較では、アメリカにおけるロシアンルーレットによる死亡者は対照群と比べて黒人の割合が高く、男性ばかりで、著しく若く、結婚している傾向が低かった。
マルコムXは若い頃に実行したことがあると告白している。
グレアム・グリーンは若い頃に実行したことがあると後に著書、『A Sort of Life』で告白している。
1984年10月、俳優のジョン・エリック・ヘクサムは、主演テレビドラマ『カバー・アップ』の撮影待ち時間の余興としてロシアンルーレットの真似を試み、プロップガンの回転弾倉に空包を1発だけ入れて弾倉を回し、銃口を自分の頭に当てて引き金を引いた。空包は近距離ならば殺傷力を持つが（空包#危険性および空包#死亡事故を参照）、ヘクサムはその危険性を理解していなかった。運悪く空包が撃発し、ヘクサムは頭蓋骨陥没による深刻な脳損傷を受けて病院に搬送され、6日後に死亡した。
2020年2月26日、パリ北郊ピエールフィット＝シュル＝セーヌのバーで、拳銃を持ち出したうえでロシアン・ルーレットを行った同店店主（47歳）が死亡した。閉店後もバーに残っていた若い女性に度胸を見せようと回転式拳銃に.357マグナム弾を1発入れ、弾倉を回し引き金を引いたところ1発目で命中した、と捜査関係者により報告されている。目撃した女性によると、店主は酔っており、またコカインも吸引していたという。
その他「回転式拳銃ではなく自動式拳銃でロシアンルーレットを行って死亡したこと」を理由としてダーウィン賞の次点となった人物が存在している。自動式拳銃では箱型弾倉に収められた実包がバネの力で押し出されて薬室へ供給されるため（下図参照）、模擬弾（実包の形をしているが発射薬も雷管も入っていないもの）を混ぜておくというルールでない限り、残弾のある状態で撃鉄を起こして引き金を引けば確実に弾丸が発射されることになる。

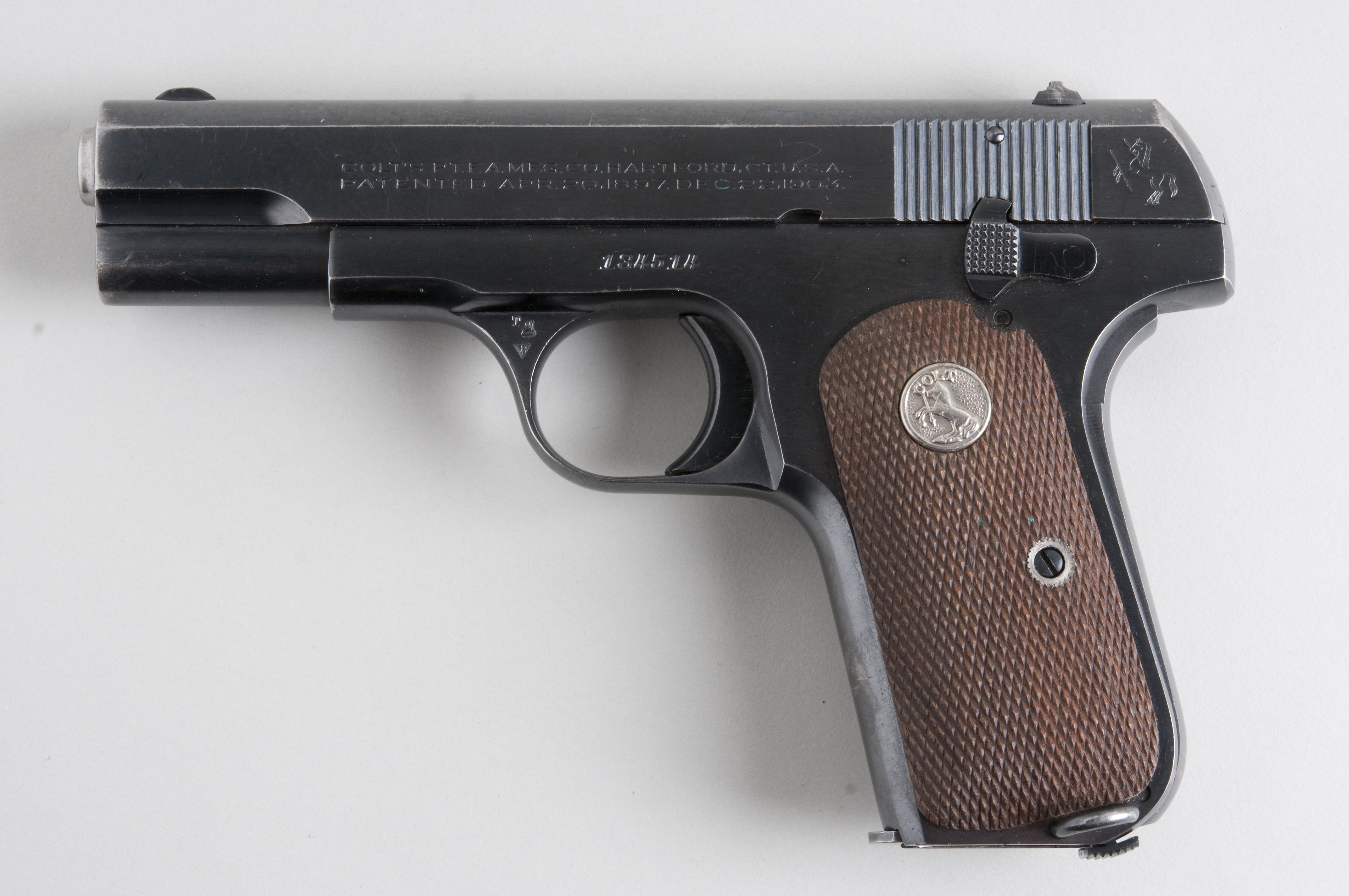
自動式拳銃の例（コルトM1908）
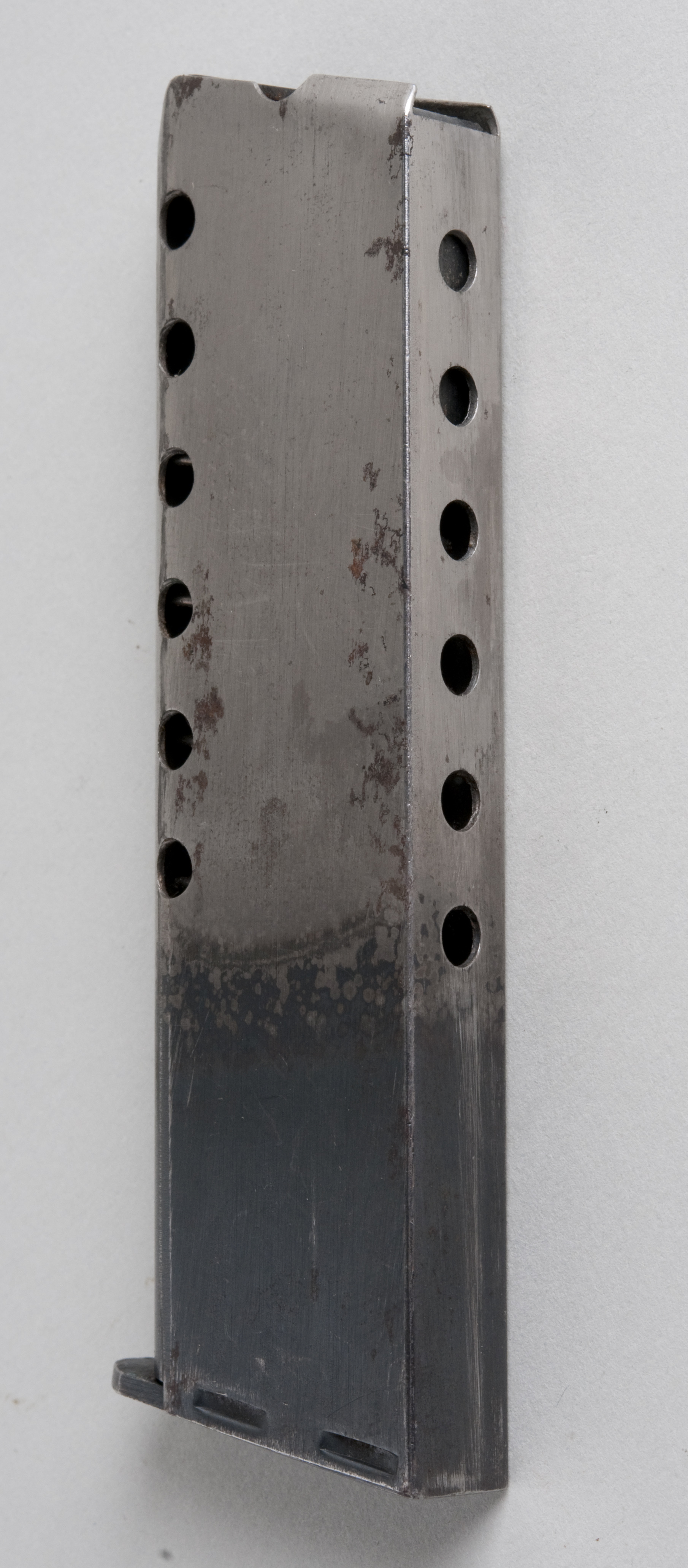
コルトM1908の箱型弾倉
箱型弾倉の断面模式図

## 派生
日本のバラエティ番組などでは、「1つだけハズレがある」というルールは流用したまま、命の危険性が伴わないようにアレンジされたゲームがしばしば登場する。
日本テレビ『ダウンタウンのガキの使いやあらへんで!』では様々なロシアンルーレットを行っており、ロシアンルーレットに負けて実害を被った後、さらに罰ゲームが科せられる。

## フィクションに登場するロシアンルーレット

### 映画
『夏の夜は三たび微笑む』1955年
女性が原因で起こったトラブルを解決する手法として、登場人物たちがロシアンルーレットで対決するシーンがある。
『ディア・ハンター』1978年
ベトナムの捕虜となった主人公たちがロシアンルーレットを強いられるシーンがある。
『野獣死すべし』1980年
クライマックス、列車内で松田優作演じる伊達邦彦が、伊達に尋問を始めた刑事の柏木（演：室田日出男）から拳銃を奪い、シリンダーに弾丸を一発残し、拳銃を柏木に向けて引き金を次々引きながらリップ・ヴァン・ウィンクルの話をするシーンがある。
『ソナチネ』1993年
沖縄の浜辺で軽いノリでロシアンルーレットをするシーンがある。
『プレッシャー／壊れた男』1997年
チャーリー・シーン扮する主人公がロシアンルーレットに興じる場面がある。劇中このゲームの発祥と由来についても語られる。
『誘拐犯』2000年
「運び屋」と呼ばれるマフィアの老兵の一人が自殺のために数丁のリボルバーの一つに1発込めてロシアンルーレットを行なっている。
『13/ザメッティ』2005年
本作とそのリメイク作品である2010年の映画『ロシアン・ルーレット』では、複数のプレーヤーが自分自身ではなく互いの後頭部を打ち抜く、変形ルールとなっている。

### テレビドラマ
『世にも奇妙な物語』
第80話「不眠症」で、主人公の不眠症を治療するために、ロシアンルーレットが行われる。
『私立探偵 濱マイク』
第10話「1分間700円」で、浅野忠信演じる殺し屋が、ロシアンルーレットで殺人依頼を進めていく。
『24 -TWENTY FOUR-』
シーズン3で、主人公のジャックが脱獄幇助の際にロシアンルーレットをやらされるシーンがある。
『太陽にほえろ!』
第493話「スコッチよ、静かに眠れ」でスコッチ刑事が犯人を自供に追い込むためにロシアンルーレットを行う。
『大都会 PARTIII』
第32話「城西市街戦」で虎田功刑事が取調室で犯人にロシアンルーレットを行うシーンがある。
『スーパーロボット レッドバロン』
第38-39話で宇宙鉄面党の幹部となった紅健太郎が、息子の健にS&W M36を向けてロシアンルーレットを行う。
『ライアーゲーム』
Season2 第1話、第2話において24連装ロシアンルーレットというゲームが行われた。
『ブラッディマンデイ Season2』
第4話において、いじめっ子といじめられっ子との間でロシアンルーレットが行われた。
『イカゲームシーズン2』2025年
第1話において、デスゲームの参加者集め役のスカウトマンが主人公のギフンにより差し向けられた探偵2人を捕らえて強制的に「ジャンケンポンはどっち引くの」をさせ、負けた方にロシアンルーレットを行わせるというゲームを行う。終盤ではスカウトマンが直接ギフンに接触し、2人でロシアンルーレットを行う。

### アニメ・漫画・小説
『ドラえもん』
ひみつ道具において、3つが幸運を呼ぶ赤玉、1つが不幸を呼ぶ黒玉の4発をリボルバーに装填して自分の頭に向け引き金を引くというものが存在する（ラッキーガン）。
『闇のイージス』
主人公の盾雁人とその義兄の甲斐彰一が、雁人の妻（彰一の妹）の命日に年に一回の「儀式」と称して、お互いにリボルバーを向け合って引き金を引くロシアンルーレットを行う。
『LAST BATTLE』
石田衣良の短編小説。新橋駅前で看板持ちをして生活している男。暴力団どうしの争いに巻き込まれ、看板持ち仲間とロシアンルーレットをするはめになる。

### 歌
『HEY YOU』
1982年のテレビアニメ『戦闘メカ ザブングル』の劇中歌。歌手はMIO。歌詞内に「拳銃を持つなら、やってみるかい？ロシアンルーレット、気晴らしになる」がある。
『ロ・ロ・ロ・ロシアン・ルーレット』
1985年のテレビアニメ、『ダーティペア』の主題歌。歌手は中原めいこ。ロシアンルーレットが連呼される。
『RUSSIAN ROULETTE』
2002年2月6日に発売された、布袋寅泰のシングル。PlayStation 2用ゲーム『鬼武者2』主題歌。

### その他
吉本新喜劇
座員・安尾信乃助の持ちネタとして、弾倉に銃弾が全部入った状態でのロシアンルーレットを相手先攻で持ちかけるというギャグがある。
デトロイト ビカム ヒューマン
アクションアドベンチャーゲーム。コナー編に登場するハンク・アンダーソンは自殺願望が強く、実弾を用いたロシアンルーレットを行っている。ストーリーの展開次第ではロシアンルーレットにより死亡することもある。
メタルギアソリッド3
ステルスアクションゲーム。スネークイーター作戦にて、オセロットが相手に対する「運試し」として3丁のSAAに1発のみ装填し、ジャグリングのようなガンプレイをしながら6回引き金を引くシーンが数回ある。
クライマックスではスネークとオセロットが2丁のSAAに1発のみ装填し、お互いに銃を向け合って引き金を引くロシアンルーレットを行う。選んだ銃やその後の行動に応じて4つの展開が用意されている。